# MIDEM
 (octobre 2018).
 (mars 2023).
La mise en forme du texte ne suit pas les recommandations de Wikipédia : il faut le « wikifier ».
Les points d'amélioration suivants sont les cas les plus fréquents. Le détail des points à revoir est peut-être précisé sur la page de discussion.
- Les titres sont pré-formatés par le logiciel. Ils ne sont ni en capitales, ni en gras.
- Le texte ne doit pas être écrit en capitales (les noms de famille non plus), ni en gras, ni en italique, ni en « petit »…
- Le gras n'est utilisé que pour surligner le titre de l'article dans l'introduction, une seule fois.
- L'italique est rarement utilisé : mots en langue étrangère, titres d'œuvres, noms de bateaux, etc.
- Les citations ne sont pas en italique mais en corps de texte normal. Elles sont entourées par des guillemets français : « et ».
- Les listes à puces sont à éviter, des paragraphes rédigés étant largement préférés. Les tableaux sont à réserver à la présentation de données structurées (résultats, etc.).
- Les appels de note de bas de page (petits chiffres en exposant, introduits par l'outil «  Source ») sont à placer entre la fin de phrase et le point final[comme ça].
- Les liens internes (vers d'autres articles de Wikipédia) sont à choisir avec parcimonie. Créez des liens vers des articles approfondissant le sujet. Les termes génériques sans rapport avec le sujet sont à éviter, ainsi que les répétitions de liens vers un même terme.
- Les liens externes sont à placer uniquement dans une section « Liens externes », à la fin de l'article. Ces liens sont à choisir avec parcimonie suivant les règles définies. Si un lien sert de source à l'article, son insertion dans le texte est à faire par les notes de bas de page.
- La présentation des références doit suivre les conventions bibliographiques. Il est recommandé d'utiliser les modèles {{Ouvrage}}, {{Chapitre}}, {{Article}}, {{Lien web}} et/ou {{Bibliographie}}. Le mode d'édition visuel peut mettre en forme automatiquement les références.
- Insérer une infobox (cadre d'informations à droite) n'est pas obligatoire pour parachever la mise en page.

Pour une aide détaillée, merci de consulter Aide:Wikification.
Si vous pensez que ces points ont été résolus, vous pouvez retirer ce bandeau et améliorer la mise en forme d'un autre article.
 (mars 2023).
Le Marché international du disque et de l'édition musicale, généralement appelé MIDEM ou Midem ou parfois MIDEM+ depuis 2023, est le plus grand rassemblement au monde d'entreprises travaillant dans le secteur de la musique, il se déroule chaque année depuis 1967 à Cannes en France. Il est organisé par la société Reed MIDEM (précédemment MIDEM Organisation).

## Présentation
Midem est le rendez-vous international des professionnels de l’écosystème de la musique et des industries créatives. Il leur permet d'élargir leur réseau international, de s'informer sur les dernières tendances de l'industrie grâce au programme de conférences, et de découvrir, signer ou faire signer de nouveaux artistes. Son directeur est Alexandre Deniot. La salon est interrompu en 2020 à la suite d'une baisse de la fréquentation, mais renaît en 2023, après que la ville de Cannes ait racheté la dénomination. Le projet, porté par le maire David Lisnard, souhaite mettre l'accent sur les échanges commerciaux entre les professionnels de la musique, la formation aux métiers du son ainsi que la programmation de concerts,.

## Signature de contrats
En quatre jours de rencontres et de conférences, ce sont des milliers de contrats qui sont signés entre ces milliers d'entreprises plus ou moins grosses et de secteurs plus ou moins voisins. Certaines entreprises affirment qu'elles signent 80 % de leurs contrats de l'année lors du Midem. Des entreprises spécialisées dans la technologie, la publicité et les jeux vidéo envoient également leurs représentants. L'Afrique est considérée comme une des zones ayant le plus fort potentiel de croissance dans le monde.
Répartition mondiale
- Europe (exc. Royaume-Uni, France & Allemagne) : 30 %
- Royaume-Uni : 16 %
- France : 15 %
- Allemagne : 8 %
- Amérique du Nord : 20 %
- Asie : 5 %
- Amérique centrale & Amérique du Sud : 2 %
- Océanie : 2 %
- Moyen-Orient : 1 %
- Afrique : 1 %

Répartition par secteurs d'activité
- Enregistrement : 30 %
- Édition : 14 %
- Numérique : 14 %
- Organisations : 12 %
- Distribution physique : 10 %
- Management des artistes : 4 %
- Musique & images : 3 %
- Juridique : 3 %
- Artistes : 3 %
- Media : 2 %
- Direct : 2 %
- Autres : 4 %